# Розова бъбрица
Розова бъбрица (Anthus roseatus), наричана също розовогръда бъбрица, е вид птица от семейство Стърчиопашкови (Motacillidae).

## Разпространение
Видът е разпространен в Бангладеш, Бутан, Виетнам, Индия, Китай, Мианмар, Непал, Пакистан, Тайланд и Южна Корея.